# Pytlonošovití
Pytlonošovití (Geomyidae) je čeleď hlodavců z podřádu Castorimorpha, kam vedle nich patří i bobři a pytloušovití. Čeleď zahrnuje 6 rodů s celkem 39–40 druhy žijícími v severní a střední Americe.
Jsou to podsaditá zvířata s 90–300 mm dlouhým tělem připomínající sysly. Jejich zvláštností jsou vnější lícní torby k přenášení potravy. Jsou dobře přizpůsobeni životu pod zemí, kde si vyhrabávají tunely a kde hledají potravu – kořínky a hlízy rostlin.

## Výskyt
Pytlonoši žijí v Americe od jižních oblastí Kanady přes západní s středozápad USA (zde na východ zasahují až k Chicagu) přes Mexiko a středoamerické státy až po panamsko-kolumbijskou hranici. Vyskytují se od hladiny moře až po 4000 m n. m.
Žijí většinou na otevřených a polootevřených prostranstvích – tam, kde si mohou vyhrabávat sítě podzemních chodeb. Přizpůsobí se nejrůznějšímu prostředí od pouští po vysokohorské louky.

### Historický výskyt
Pytlonoši jsou známí z historických nálezů z třetihor od počátků oligocénu až po současnost.

## Taxonomie
Pro jednotlivé rody této čeledi nemáme jedinečný český název, a proto je všechny označujeme jako pytlonoše.
- Thomomys – pytlonoš – zahrnuje 9 druhů rozdělených do 2 podrodů Megascapheus a Thomomys. Jde o různě velká zvířata s délkou těla od 115 do 445 mm a váhou od 45 do 545 g. Žijí především na středozápadě USA, ale zasahují i do Kanady a Mexika. Obývá různé typy půd a dostupuje až do nadmořské výšky 4000 m.[3]
- Geomys – pytlonoš – zahrnuje 9–10 druhů, které obývají prakticky stejnou geografickou oblast, jako předchozí rod, ale obsazují jen lehké písčité půdy, kde si hloubí mělké tunely. Jejich tělo je 130–240 mm dlouhé. Váží 300–450 g.
- Orhtogeomys – pytlonoš – zahrnuje 11 druhů rozdělených do 3 podrodů Orthogeomys, Hetergeomys a Macrogeomys. Měří do 100 do 350 mm (bez 50–140 mm dlouhého ocasu) a váží od 100 do 950 g. Vyskytují se ve Střední Americe od Mexika až po severozápadní část Kolumbie. Žijí v různých prostředích od hladiny moře až po 3000 m n. m.
- Pappogeomys – pytlonoš – dva druhy žijí v středozápadním Mexiku. Jsou jen 75–130 mm dlouzí. Byli pozorováni v nadmořské výšce 910–3010 m n. m. Jejich biologie není příliš prozkoumaná.
- Crategeomys – pytlonoš – sedm druhů žije v středním a středozápadním Mexiku, jeden z nich zasahuje až na středozápad USA do Kansasu. Tyto pytlonoši jsou 140–260 mm dlouzí a váží od 230 do 900 g. Žijí v různých prostředích od pouští přes travnaté pláně, plantáže tropických palem až po lesy do 3700 m n. m.
- Zygogeomys – pytlonoš – jediný druh žije jen v hlubokých drobivých půdách v nadmořských výškách nad 2200 m v několika izolovaných oblastech ve středním Mexiku. Jeho tělo měří 200–250 mm. Hloubí si převážně mělké nory.

### Alternativní dělení
Někteří autoři neuznávají samostatný rod Crategeomys a její příslušníky zařazují do rodu Pappogeomys. Jiní oddělují rod Thomomys od ostatních a vytvářejí tak samostatné triby:
tribus Geomyini
- rody Crategeomys, Geomys, Orthogeomys, Pappogeomys a Zygogeomys,

tribus Thomomyini
- rod Thomomys.

Prestižní databáze savců Mammal Species of the World však zachovává výše uvedené dělení bez tribů a sloučených rodů.

## Vzhled
Pytlonoši jsou býložraví hlodavci vzhledem částečně připomínající sysly, se kterými však nejsou příbuzní. Jsou to podsaditá zvířata dobře přizpůsobená životu pod zemí, s krátkýma nohama a sotva zřetelným krkem. Jednotlivé druhy si jsou vzhledově podobné, ale jsou mezi nimi podstatné rozdíly ve velikosti: jejich tělo měří od 90 po 300 mm. Holý nebo jen řídce ochlupený ocas je kratší než tělo – měří od 40 do 140 mm – a je velmi citlivý na dotek.
Nejlehčí jsou pytlonoši rodu Thomomys, kteří mohou v dospělosti vážit jen 45 g, naopak nejtěžší jsou pytlonoš kostarický (Orthogeomys heterodus), pytlonoš čiriki (Orthogeomys cavator) a pytlonoš darienský (Orthogeomys dariensis) s váhou od 500 do 950 g. Samci jsou větší než samice; konkrétní rozdíl závisí nejen na druhu, ale i na místě výskytu. Např. u pytlonoše horského (Thomomys bottae) žijícího v pouštních oblastech jsou samci asi o 15 % těžší, zatímco pokud žijí na zemědělských půdách, mohou být až 2× těžší a o 25 % delší než samice.
Srst je dosti hrubá a hustá, postrádá podsadu. U druhů žijících v teplejším podnebí je hrubší a méně hustá. Její barva se může nacházet v širokém rozmezí od černé přes různé odstíny hnědé po bělavou.
Mají lícní torby, které slouží k přenášení potravy nebo materiálu do hnízda. Jsou podobné torbám blízce příbuzných pytloušovitých hlodavců; oproti lícním torbám křečků nebo veverek jsou tyto torby vnější – situovány jsou po obou stranách tváře.
Vzhledem k podzemnímu způsobu života mají malé oči i uši. Celkem 20 zubů je uspořádáno podle zubního vzorce
- 1.0.1.3
- 1.0.1.3

Jejich řezáky vystupují z osrstěných pysků, takže mohou rýt v půdě, aniž by si zanesli nečistoty do úst. Třenový zub, který slouží jako hlavní nástroj k rozemílání potravy, má tvar osmičky. Stoličky mají proti tomu jen slabou vrstvu skloviny a dorůstají po celý život.

## Způsob života

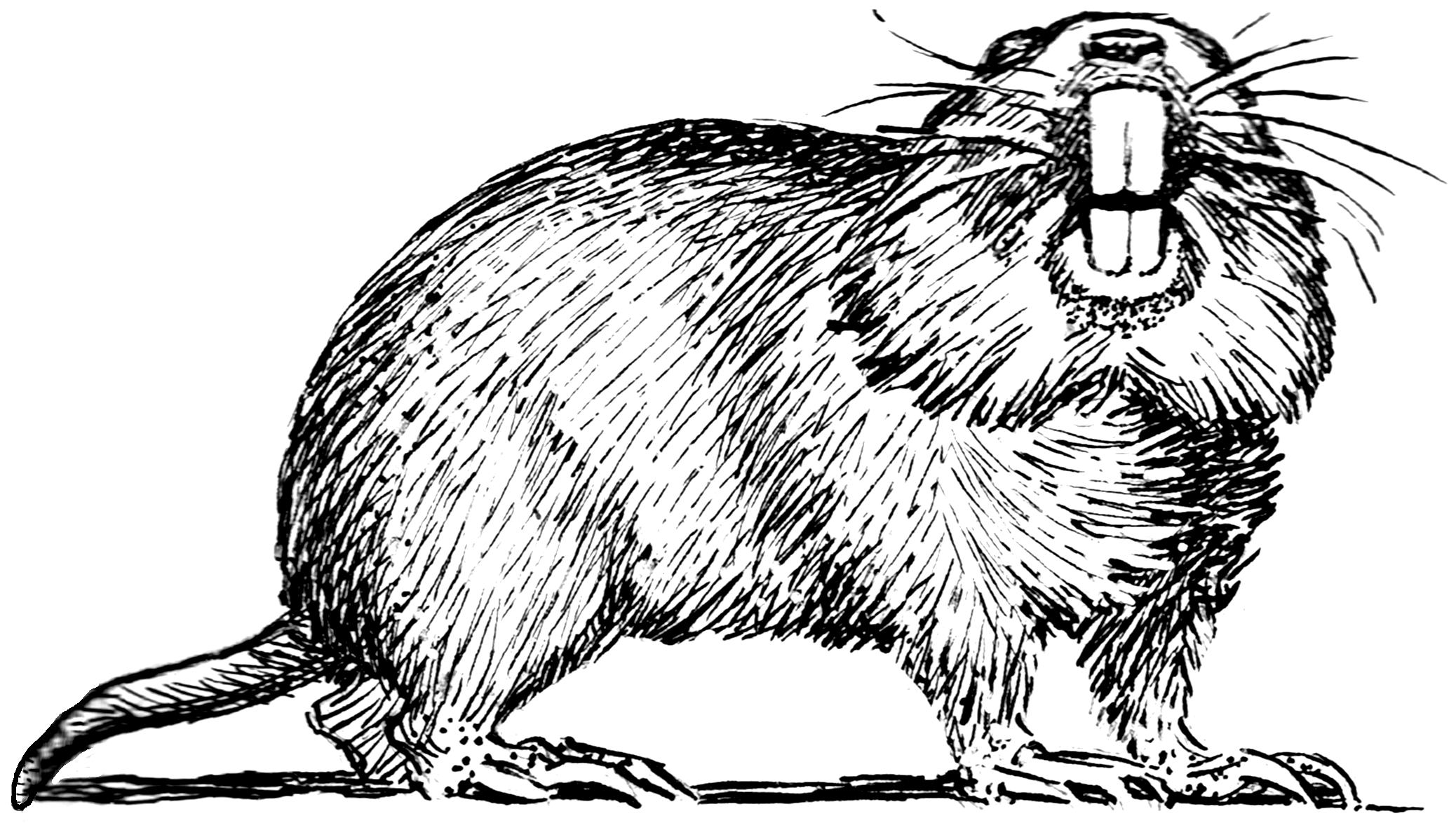
Nákres pytlonoše se zvýrazněnými charakteristickými rysy

Všichni příslušníci této čeledi velmi dobře hrabou a vytvářejí si hluboké tunely, které vedou k hnízdům, zásobárnám potravy i zvláštním místnostem sloužícím jako záchod. Na povrchu se u tunelů nacházejí kupky vyhrabané hlíny. Kromě nor vyhrabávají pytlonoši i mělké dlouhé tunely, kterými se dostávají k potravě – kořínkům a hlízám. Hrabou především předníma nohama s dlouhými drápy, ale k rozrušení tvrdé zeminy používají i horní řezáky. Podzemní tunely vyhrabané pytlonoši jsou velmi často využívány i jinými zvířaty.
Nevzdalují se daleko od svých hnízd. Ve vhodných biotopech obsadí všechna příhodná stanoviště a půda je pak provrtána množstvím jejich tunelů. V méně vhodných prostředích se pytlonoši soustředí jen do nejpříhodnějších oblastí a ostatní stanoviště zůstanou neobsazena. Většinu času tráví pod zemí, i když některou svou potravu – nadzemní části rostlin – hledají i na povrchu. Do nor si ji pak nosí v lícních torbách. Pytlonoši žijící v severních oblastech svého výskytu snižují v zimě obvykle svoji aktivitu, ale nepřezimují.
Pytlonoši žijí samotářsky – každý jedinec si vyhrabává svou noru. V období páření však mohou krátce žít samec i samice v jednou doupěti. O samice nebo i o vhodné území spolu pytlonoši bojují – na tvářích nebo na zadních částech těla mívají jizvy, které pocházejí především z období páření.
Jsou to agilní zvířata, která se dokáží až překvapivě rychle pohybovat. Zástupci některých rodů jsou velmi dobří plavci. V Kanadě byl např. pozorován pytlonoš druhu Thomomys talpoides, jak přeplavává 90 m širokou řeku.

### Potrava
Většinu potravy si pytlonoši shánějí pod zemí: jedí kořínky, šťavnaté hlízy apod. Nad zemí pak konzumují různou potravu z blízkosti svých nor – trávu a různé byliny. Jejich potrava se mění i sezónně – v pouštních oblastech v období sucha konzumují i kaktusy, aby si zajistili dostatečné množství tekutin.
V zemědělských oblastech pytlonoši škodí – v letech nájezdů pytlonošů může produkce některých plodin klesnout až o 50 %. Mohou také poškozovat zavlažovací kanály.

### Rozmnožování
Období rozmnožování pytlonošů závisí na klimatických podmínkách: v horách se páří brzy po roztátí sněhu. Samice mívají někdy jen jeden vrh ročně, ale v oblastech s bohatší potravou byly pozorovány i 4 vrhy. Počet mláďat se výrazně liší podle druhu – pro rod Pappogeomys jsou obvyklá jen dvojčata, zatímco příslušníci rodu Thomomys mají obvykle 5 mláďat a byly zaznamenány i dvojnásobně velké vrhy. Poměr pohlaví je různý a zdá se, že závisí na úrodnosti místa, kde pytlonoši žijí. Na chudých půdách se rodí přibližně stejně samců jako samic, zatímco v zemědělských oblastech může být až 4× více samic.
Mláďata se rodí s uzavřenýma očima i lícními torbami – oboje se jim otevírá po 24–26 dnech. Jejich úmrtnost je vysoká – uvádí se, že jen 6–12 % pytlonošů horských (Thomomys bottae) se dožije reprodukčního období. V přírodě mohou žít 4–5 let, v zajetí i o něco déle. Samice žijí téměř 2× tak dlouho jako samci – např. u pytlonoše mexického (Pappogeomys castanops, synonymum Cratogeomys castanops) bylo zjištěno, že se samice dožívají průměrně 56 týdnů, zatímco samci jen 31 týdnů.

## Stupeň ohrožení

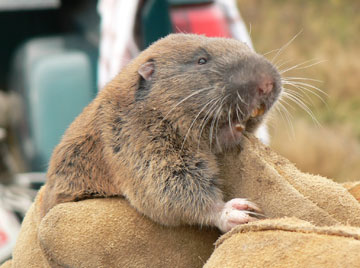
Pytlonoš západní (Thomomys mazama)

Většina pytlonošů není ohrožena a v červeném seznamu druhů jsou vyhodnoceni jako málo dotčený druh. Čtyři druhy jsou však ohrožené, z toho tři kriticky:
Ohrožený druh:
- Pytlonoš taltuza (Zygogeomys trichopus) žijící ve středním Mexiku ve státě Michoacán.[8]

Kriticky ohrožené druhy:
- Pytlonoš tropický (Geomys tropicalis) vyskytující se jen na ploše několika km² v Mexiku u města Tampico ve státě Tamaulipas. Ohrožen je právě velmi malou velikostí území, které je navíc roztříštěno průmyslovými a zemědělskými plochami.[9]
- Pytlonoš velký (Orthogeomys lanius) žijící v tropických deštných lesích ve středním Mexiku na hranici států Puebla a Veracruz. Všichni jedinci jsou známi pouze z jedné lokality. Je ohrožen přeměnou lesa na zemědělsky využívané plochy.[10]
- Pytlonoš Alcornův (Pappogeomys alcorni) žije v Mexiku ve státě Jalisco jižně od jezera Chapala. Jeho populace prudce klesá – od roku 1998 se za 10 let snížila o 80 %. Je ohrožen pytláctvím a přeměnou lesa na zemědělské plochy.[11]